# Liste der Nummer-eins-Hits in der Slowakei (2020)
Dies ist eine Liste der Nummer-eins-Hits in der Slowakei im Jahr 2020. Sie basiert auf den Auswertungen der ČNS IFPI, der Vertretung der tschechischen und slowakischen Musikindustrie. Grundlage sind die Rádio Top 100, die Singles Digitál Top 100 und die Albums Top 100.

## Singles
| ← 2019 ← | Liste der Nummer-eins-Hits in der Slowakei (Rádio Top 100) | Liste der Nummer-eins-Hits in der Slowakei (Rádio Top 100) | Liste der Nummer-eins-Hits in der Slowakei (Rádio Top 100) | 2021 →                    |
| \| Zeitraum \| Wo. ges. \| Interpret \| Titel Autor(en) \| Zusätzliche Informationen \| \| (Zeitraum, Wochen auf Platz eins, Interpret, Titel, Autor[en], zusätzliche Informationen) \| \| \| \| \| \| ----------------------------------------------------------------------------------------- \| -------- \| -------------------------------- \| ------------------------------------------------------------------------------------------------------------------------------------------------------------------------------------------------------------------------ \| ------------------------- \| \| 49. Woche 2019 – 3. Woche 2020 7 Wochen (insgesamt 10) \| 10 \| Tones and I \| Dance Monkey Toni Watson \| – \| \| 4.–15. Woche 12 Wochen \| 12 \| Maroon 5 \| Memories Michael Ross Pollack, Jonathan David Bellion, Vincent Ford, Jacob Kasher Hindlin, Jordan Kendall Johnson, Stefan Johnson, Adam Noah Levine \| – \| \| 16. Woche 1 Woche \| 1 \| Vize feat. Laniia \| Stars Philipp Klemz, Vitali Zestovskih, Philipp Dittberner \| – \| \| 17. Woche 1 Woche \| 1 \| Regard \| Ride It Quentin Michel Volant, Alan Sampson, Jay Sean \| – \| \| 18. Woche 1 Woche (insgesamt 3) \| 3 \| Topic feat. A7S \| Breaking Me Molly Irvine, René Müller, Tobias Topic, Alexander Michael Tidebrink Stomberg \| – \| \| 19.–21. Woche 3 Wochen (insgesamt 4) \| 4 \| Saint Jhn \| Roses Steven Gregory Drozd, Michael Lee Ivins, Wayne Michael Coyne, Carlos St. John \| – \| \| 22.–24. Woche 3 Wochen (insgesamt 4) \| 4 \| Felix Jaehn & Vize feat. Miss Li \| Close Your Eyes Sonny Björn Mattias Gustafsson, Felix Jaehn, Linda Therese Karlsson, Vitali Zestovskih, Vincent Kottkamp \| – \| \| 25.–26. Woche 2 Wochen (insgesamt 3) \| 3 \| Topic feat. A7S \| Breaking Me Molly Irvine, René Müller, Tobias Topic, Alexander Michael Tidebrink Stomberg \| – \| \| 27. Woche 1 Woche (insgesamt 4) \| 4 \| Saint Jhn \| Roses Steven Gregory Drozd, Michael Lee Ivins, Wayne Michael Coyne, Carlos St. John \| – \| \| 28. Woche 1 Woche (insgesamt 4) \| 4 \| Felix Jaehn & Vize feat. Miss Li \| Close Your Eyes Sonny Björn Mattias Gustafsson, Felix Jaehn, Linda Therese Karlsson, Vitali Zestovskih, Vincent Kottkamp \| – \| \| 29.–34. Woche 6 Wochen \| 6 \| Ava Max \| Salt Madison Emiko Love, Nicole Louise Morier, Henry Russell Walter, Amanda Koci, Autumn Rowe \| – \| \| 35. Woche 1 Woche \| 1 \| Dua Lipa \| Physical Dua Lipa, Clarence Bernard Coffee, Jason Gregory Evigan, Sarah Hudson \| – \| \| 36. Woche 1 Woche \| 1 \| Surf Mesa feat. Emilee \| ILY (I Love You Baby) Bob Gaudio, Bob Crewe, Powell Aguirre \| – \| \| 37.–48. Woche 12 Wochen \| 12 \| Nea \| Some Say Musik: Henrik Meinke, Jonas Kalisch, Alexsej Vlasenko, Jeremy Chacon, Vincent Kottkamp, Gianfranco Randone, Maurizio Lobina, Massimo Gabutti; Text: Bryn Louie Christopher, Linnea Anna Södahl, Maurizio Lobina \| – \| \| 49.–50. Woche 2 Wochen (insgesamt 3) \| 3 \| Joel Corry feat. MNEK \| Head & Heart Joe Louis Corry, Neave Applebaum, Lewis Daniel Thompson, Uzoechi Osisioma Emenike, Kashif Siddiqui, Jonathan Courtidis, Daniel Lee Dare, Robert Michael Nelson Harvey \| – \| \| 51. Woche 1 Woche (insgesamt 3) \| 3 \| Twocolors \| Lovefool Peter Anders Svensson, Nina Elisabet Persson \| – \| \| 52. Woche 2020 – 1. Woche 2021 3 Wochen (insgesamt 4) \| 4 \| Kygo & Donna Summer \| Hot Stuff Pete Bellotte, Harold Faltermeyer, Keith Forsey \| – \| |                                                            |                                                            | |                           |
| ← 2019 |                                                            |                                                            | | → 2021 →                  |
| Zeitraum | Wo. ges.                                                   | Interpret                                                  | Titel Autor(en) | Zusätzliche Informationen |
| (Zeitraum, Wochen auf Platz eins, Interpret, Titel, Autor[en], zusätzliche Informationen) |                                                            |                                                            | |                           |
| 49. Woche 2019 – 3. Woche 2020 7 Wochen (insgesamt 10) | 10                                                         | Tones and I                                                | Dance Monkey Toni Watson | –                         |
| 4.–15. Woche 12 Wochen | 12                                                         | Maroon 5                                                   | Memories Michael Ross Pollack, Jonathan David Bellion, Vincent Ford, Jacob Kasher Hindlin, Jordan Kendall Johnson, Stefan Johnson, Adam Noah Levine                                                                      | –                         |
| 16. Woche 1 Woche | 1                                                          | Vize feat. Laniia                                          | Stars Philipp Klemz, Vitali Zestovskih, Philipp Dittberner | –                         |
| 17. Woche 1 Woche | 1                                                          | Regard                                                     | Ride It Quentin Michel Volant, Alan Sampson, Jay Sean | –                         |
| 18. Woche 1 Woche (insgesamt 3) | 3                                                          | Topic feat. A7S                                            | Breaking Me Molly Irvine, René Müller, Tobias Topic, Alexander Michael Tidebrink Stomberg | –                         |
| 19.–21. Woche 3 Wochen (insgesamt 4) | 4                                                          | Saint Jhn                                                  | Roses Steven Gregory Drozd, Michael Lee Ivins, Wayne Michael Coyne, Carlos St. John | –                         |
| 22.–24. Woche 3 Wochen (insgesamt 4) | 4                                                          | Felix Jaehn & Vize feat. Miss Li                           | Close Your Eyes Sonny Björn Mattias Gustafsson, Felix Jaehn, Linda Therese Karlsson, Vitali Zestovskih, Vincent Kottkamp                                                                                                 | –                         |
| 25.–26. Woche 2 Wochen (insgesamt 3) | 3                                                          | Topic feat. A7S                                            | Breaking Me Molly Irvine, René Müller, Tobias Topic, Alexander Michael Tidebrink Stomberg | –                         |
| 27. Woche 1 Woche (insgesamt 4) | 4                                                          | Saint Jhn                                                  | Roses Steven Gregory Drozd, Michael Lee Ivins, Wayne Michael Coyne, Carlos St. John | –                         |
| 28. Woche 1 Woche (insgesamt 4) | 4                                                          | Felix Jaehn & Vize feat. Miss Li                           | Close Your Eyes Sonny Björn Mattias Gustafsson, Felix Jaehn, Linda Therese Karlsson, Vitali Zestovskih, Vincent Kottkamp                                                                                                 | –                         |
| 29.–34. Woche 6 Wochen | 6                                                          | Ava Max                                                    | Salt Madison Emiko Love, Nicole Louise Morier, Henry Russell Walter, Amanda Koci, Autumn Rowe | –                         |
| 35. Woche 1 Woche | 1                                                          | Dua Lipa                                                   | Physical Dua Lipa, Clarence Bernard Coffee, Jason Gregory Evigan, Sarah Hudson | –                         |
| 36. Woche 1 Woche | 1                                                          | Surf Mesa feat. Emilee                                     | ILY (I Love You Baby) Bob Gaudio, Bob Crewe, Powell Aguirre | –                         |
| 37.–48. Woche 12 Wochen | 12                                                         | Nea                                                        | Some Say Musik: Henrik Meinke, Jonas Kalisch, Alexsej Vlasenko, Jeremy Chacon, Vincent Kottkamp, Gianfranco Randone, Maurizio Lobina, Massimo Gabutti; Text: Bryn Louie Christopher, Linnea Anna Södahl, Maurizio Lobina | –                         |
| 49.–50. Woche 2 Wochen (insgesamt 3) | 3                                                          | Joel Corry feat. MNEK                                      | Head & Heart Joe Louis Corry, Neave Applebaum, Lewis Daniel Thompson, Uzoechi Osisioma Emenike, Kashif Siddiqui, Jonathan Courtidis, Daniel Lee Dare, Robert Michael Nelson Harvey                                       | –                         |
| 51. Woche 1 Woche (insgesamt 3) | 3                                                          | Twocolors                                                  | Lovefool Peter Anders Svensson, Nina Elisabet Persson | –                         |
| 52. Woche 2020 – 1. Woche 2021 3 Wochen (insgesamt 4) | 4                                                          | Kygo & Donna Summer                                        | Hot Stuff Pete Bellotte, Harold Faltermeyer, Keith Forsey | –                         |

| ← 2019 ← | Liste der Nummer-eins-Hits in der Slowakei (Singles Digitál Top 100) | Liste der Nummer-eins-Hits in der Slowakei (Singles Digitál Top 100) | Liste der Nummer-eins-Hits in der Slowakei (Singles Digitál Top 100) | 2021 → |
| \| Zeitraum \| Wo. ges. \| Interpret \| Titel Autor(en) \| Zusätzliche Informationen \| \| (Zeitraum, Wochen auf Platz eins, Interpret, Titel, Autor[en], zusätzliche Informationen) \| \| \| \| \| \| ----------------------------------------------------------------------------------------- \| -------- \| ------------------------------------------------ \| ---------------------------------------------------------------------------------------------------------------------------------------------------------------------------------- \| --------------------------------------------------------------------------------------------------------------------------------------------------------------------------------------------------------------------- \| \| 52. Woche 2019 – 1. Woche 2020 2 Wochen (insgesamt 8) \| 8 \| Wham! \| Last Christmas George Michael \| – \| \| 2.–7. Woche 6 Wochen (insgesamt 7) \| 7 \| Kontrafakt feat. Mirez, Dalyb, ZAYO & Dokkeytino \| J Lo \| – \| \| 8. Woche 1 Woche \| 1 \| Billie Eilish \| No Time to Die Finneas Baird O’Connell, Billie Eilish O’Connell \| – \| \| 9.–10. Woche 2 Wochen (insgesamt 3) \| 3 \| The Weeknd \| Blinding Lights Ahmad Balshe, Oscar Thomas Holter, Max Martin, Jason Matthew Quenneville, Abel Tesfaye \| – \| \| 11.–12. Woche 2 Wochen \| 2 \| Nerieš feat. Separ \| Viac \| – \| \| 13. Woche 1 Woche (insgesamt 3) \| 3 \| The Weeknd \| Blinding Lights Ahmad Balshe, Oscar Thomas Holter, Max Martin, Jason Matthew Quenneville, Abel Tesfaye \| – \| \| 14.–18. Woche 5 Wochen (insgesamt 10) \| 10 \| Saint Jhn \| Roses Steven Gregory Drozd, Michael Lee Ivins, Wayne Michael Coyne, Carlos St. John \| – \| \| 19. Woche 1 Woche \| 1 \| Separ \| Hood Hero Michael Kmet \| – \| \| 20.–22. Woche 3 Wochen \| 3 \| 6ix9ine \| Gooba Daniel Hernandez, Jahnei Julian Clarke, Andrew Green, Harald Hjermann Sørebø \| – \| \| 23.–25. Woche 3 Wochen (insgesamt 10) \| 10 \| Saint Jhn \| Roses Steven Gregory Drozd, Michael Lee Ivins, Wayne Michael Coyne, Carlos St. John \| – \| \| 26. Woche 1 Woche \| 1 \| Saul \| Niekde v oblakoch \| – \| \| 27.–28. Woche 2 Wochen (insgesamt 10) \| 10 \| Saint Jhn \| Roses Steven Gregory Drozd, Michael Lee Ivins, Wayne Michael Coyne, Carlos St. John \| – \| \| 29. Woche 1 Woche \| 1 \| Ego \| Doug demuro \| – \| \| 30.–32. Woche 3 Wochen \| 3 \| Jawsh 685 & Jason Derulo \| Savage Love (Laxed – Siren Beat) Jacob Kasher Hindlin, Jason Joe Desrouleaux, Philippe Henri Greiss, Joshua Christian Nanai \| – \| \| 33. Woche 1 Woche \| 1 \| Gleb feat. Ty \| DaysGo Gleb Veselov, Peter Bitter \| – \| \| 34.–35. Woche 2 Wochen \| 2 \| Yzomandias feat. Nik Tendo \| Rolls \| – \| \| 36. Woche 1 Woche \| 1 \| Joel Corry feat. MNEK \| Head & Heart Joe Louis Corry, Neave Applebaum, Lewis Daniel Thompson, Uzoechi Osisioma Emenike, Kashif Siddiqui, Jonathan Courtidis, Daniel Lee Dare, Robert Michael Nelson Harvey \| – \| \| 37. Woche 1 Woche \| 1 \| Pil C feat. Ben Cristovao \| Hawaii \| – \| \| 38.–40. Woche 3 Wochen (insgesamt 4) \| 4 \| 24kGoldn feat. Iann Dior \| Mood Keegan C. Bach, Omer Fedi, Golden Landis von Jones, Michael Olmo, Blake Slatkin \| – \| \| 41.–45. Woche 5 Wochen \| 5 \| Ego feat. Sima & Ben Cristovao \| Pumpa \| 16 der ersten 17 Plätze belegte der Rapper mit den Songs aus seinem zweiten Album, nur die vorherige Nummer eins konnte sich auf Platz 11 dazwischenschieben. Zum dritten Mal steht er in den Singlecharts ganz oben. \| \| 46. Woche 1 Woche (insgesamt 4) \| 4 \| 24kGoldn feat. Iann Dior \| Mood Keegan C. Bach, Omer Fedi, Golden Landis von Jones, Michael Olmo, Blake Slatkin \| – \| \| 47. Woche 1 Woche \| 1 \| Billie Eilish \| Therefore I Am Finneas Baird O’Connell, Billie Eilish O’Connell \| – \| \| 48.–49. Woche 2 Wochen (insgesamt 4) \| 4 \| Tiësto \| The Business James Michael George Bell, Julia Christine Karlsson, Anton Rundberg, Tijs M. Verwest \| – \| \| 50.–53. Woche 4 Wochen (insgesamt 11) \| 11 \| Mariah Carey \| All I Want for Christmas Is You Walter N. Afanasieff, Mariah Carey \| – \| |                                                                      |                                                                      | | |
| ← 2019 |                                                                      |                                                                      | | → 2021 → |
| Zeitraum | Wo. ges.                                                             | Interpret                                                            | Titel Autor(en) | Zusätzliche Informationen |
| (Zeitraum, Wochen auf Platz eins, Interpret, Titel, Autor[en], zusätzliche Informationen) |                                                                      |                                                                      | | |
| 52. Woche 2019 – 1. Woche 2020 2 Wochen (insgesamt 8) | 8                                                                    | Wham!                                                                | Last Christmas George Michael | – |
| 2.–7. Woche 6 Wochen (insgesamt 7) | 7                                                                    | Kontrafakt feat. Mirez, Dalyb, ZAYO & Dokkeytino                     | J Lo | – |
| 8. Woche 1 Woche | 1                                                                    | Billie Eilish                                                        | No Time to Die Finneas Baird O’Connell, Billie Eilish O’Connell | – |
| 9.–10. Woche 2 Wochen (insgesamt 3) | 3                                                                    | The Weeknd                                                           | Blinding Lights Ahmad Balshe, Oscar Thomas Holter, Max Martin, Jason Matthew Quenneville, Abel Tesfaye                                                                             | – |
| 11.–12. Woche 2 Wochen | 2                                                                    | Nerieš feat. Separ                                                   | Viac | – |
| 13. Woche 1 Woche (insgesamt 3) | 3                                                                    | The Weeknd                                                           | Blinding Lights Ahmad Balshe, Oscar Thomas Holter, Max Martin, Jason Matthew Quenneville, Abel Tesfaye                                                                             | – |
| 14.–18. Woche 5 Wochen (insgesamt 10) | 10                                                                   | Saint Jhn                                                            | Roses Steven Gregory Drozd, Michael Lee Ivins, Wayne Michael Coyne, Carlos St. John                                                                                                | – |
| 19. Woche 1 Woche | 1                                                                    | Separ                                                                | Hood Hero Michael Kmet | – |
| 20.–22. Woche 3 Wochen | 3                                                                    | 6ix9ine                                                              | Gooba Daniel Hernandez, Jahnei Julian Clarke, Andrew Green, Harald Hjermann Sørebø                                                                                                 | – |
| 23.–25. Woche 3 Wochen (insgesamt 10) | 10                                                                   | Saint Jhn                                                            | Roses Steven Gregory Drozd, Michael Lee Ivins, Wayne Michael Coyne, Carlos St. John                                                                                                | – |
| 26. Woche 1 Woche | 1                                                                    | Saul                                                                 | Niekde v oblakoch | – |
| 27.–28. Woche 2 Wochen (insgesamt 10) | 10                                                                   | Saint Jhn                                                            | Roses Steven Gregory Drozd, Michael Lee Ivins, Wayne Michael Coyne, Carlos St. John                                                                                                | – |
| 29. Woche 1 Woche | 1                                                                    | Ego                                                                  | Doug demuro | – |
| 30.–32. Woche 3 Wochen | 3                                                                    | Jawsh 685 & Jason Derulo                                             | Savage Love (Laxed – Siren Beat) Jacob Kasher Hindlin, Jason Joe Desrouleaux, Philippe Henri Greiss, Joshua Christian Nanai                                                        | – |
| 33. Woche 1 Woche | 1                                                                    | Gleb feat. Ty                                                        | DaysGo Gleb Veselov, Peter Bitter | – |
| 34.–35. Woche 2 Wochen | 2                                                                    | Yzomandias feat. Nik Tendo                                           | Rolls | – |
| 36. Woche 1 Woche | 1                                                                    | Joel Corry feat. MNEK                                                | Head & Heart Joe Louis Corry, Neave Applebaum, Lewis Daniel Thompson, Uzoechi Osisioma Emenike, Kashif Siddiqui, Jonathan Courtidis, Daniel Lee Dare, Robert Michael Nelson Harvey | – |
| 37. Woche 1 Woche | 1                                                                    | Pil C feat. Ben Cristovao                                            | Hawaii | – |
| 38.–40. Woche 3 Wochen (insgesamt 4) | 4                                                                    | 24kGoldn feat. Iann Dior                                             | Mood Keegan C. Bach, Omer Fedi, Golden Landis von Jones, Michael Olmo, Blake Slatkin                                                                                               | – |
| 41.–45. Woche 5 Wochen | 5                                                                    | Ego feat. Sima & Ben Cristovao                                       | Pumpa | 16 der ersten 17 Plätze belegte der Rapper mit den Songs aus seinem zweiten Album, nur die vorherige Nummer eins konnte sich auf Platz 11 dazwischenschieben. Zum dritten Mal steht er in den Singlecharts ganz oben. |
| 46. Woche 1 Woche (insgesamt 4) | 4                                                                    | 24kGoldn feat. Iann Dior                                             | Mood Keegan C. Bach, Omer Fedi, Golden Landis von Jones, Michael Olmo, Blake Slatkin                                                                                               | – |
| 47. Woche 1 Woche | 1                                                                    | Billie Eilish                                                        | Therefore I Am Finneas Baird O’Connell, Billie Eilish O’Connell | – |
| 48.–49. Woche 2 Wochen (insgesamt 4) | 4                                                                    | Tiësto                                                               | The Business James Michael George Bell, Julia Christine Karlsson, Anton Rundberg, Tijs M. Verwest                                                                                  | – |
| 50.–53. Woche 4 Wochen (insgesamt 11) | 11                                                                   | Mariah Carey                                                         | All I Want for Christmas Is You Walter N. Afanasieff, Mariah Carey | – |

## Alben
| ← 2019 ← | Liste der Nummer-eins-Hits in der Slowakei | Liste der Nummer-eins-Hits in der Slowakei | Liste der Nummer-eins-Hits in der Slowakei | 2021 →                                                                                            |
| \| Zeitraum \| Wo. ges. \| Interpret \| Titel \| Zusätzliche Informationen \| \| (Zeitraum, Wochen auf Platz eins, Interpret, Titel, zusätzliche Informationen) \| \| \| \| \| \| ------------------------------------------------------------------------------ \| -------- \| --------------------- \| ----------------- \| ------------------------------------------------------------------------------------------------- \| \| 51. Woche 2019 – 10. Woche 2020 12 Wochen \| 12 \| Kontrafakt \| Real Newz \| – \| \| 11.–12. Woche 2 Wochen \| 2 \| Nerieš \| OK \| – \| \| 13. Woche 1 Woche \| 1 \| The Weeknd \| After Hours \| – \| \| 14.–17. Woche 4 Wochen \| 4 \| Nerieš \| OK \| – \| \| 18. Woche 1 Woche \| 1 \| Nik Tendo \| Restart \| – \| \| 19.–27. Woche 9 Wochen \| 9 \| Separ \| Og \| – \| \| 28. Woche 1 Woche \| 1 \| Majk Spirit & Grimaso \| Artist \| – \| \| 29.–32. Woche 4 Wochen \| 4 \| Dame \| 100ry \| – \| \| 33.–36. Woche 4 Wochen \| 4 \| Gleb \| Leto v kufri \| – \| \| 37. Woche 1 Woche \| 1 \| 6ix9ine \| Tattle Tales \| – \| \| 38. Woche 1 Woche \| 1 \| Sergei Barracuda \| Medusa II \| – \| \| 39. Woche 1 Woche \| 1 \| Nik Tendo \| Lunazar \| – \| \| 40. Woche 1 Woche \| 1 \| Nik Tendo \| Restart & Lunazar \| – \| \| 41.–48. Woche 8 Wochen (insgesamt 23) \| 23 \| Ego \| Egotron \| – \| \| 49. Woche 1 Woche \| 1 \| Yzomandias \| Prozyum \| Der „Director’s Cut“ des Albums kehrte 2021 noch einmal für eine Woche an die Chartspitze zurück. \| \| 50. Woche 1 Woche (insgesamt 23) \| 23 \| Ego \| Egotron \| – \| \| 51. Woche 1 Woche \| 1 \| Sima Martausová \| Oslobodená \| – \| \| 52. Woche 2020 – 6. Woche 2021 8 Wochen (insgesamt 23) \| 23 \| Ego \| Egotron \| – \| |                                            |                                            |                                            |                                                                                                   |
| ← 2019 |                                            |                                            |                                            | → 2021 →                                                                                          |
| Zeitraum | Wo. ges.                                   | Interpret                                  | Titel                                      | Zusätzliche Informationen                                                                         |
| (Zeitraum, Wochen auf Platz eins, Interpret, Titel, zusätzliche Informationen) |                                            |                                            |                                            |                                                                                                   |
| 51. Woche 2019 – 10. Woche 2020 12 Wochen | 12                                         | Kontrafakt                                 | Real Newz                                  | –                                                                                                 |
| 11.–12. Woche 2 Wochen | 2                                          | Nerieš                                     | OK                                         | –                                                                                                 |
| 13. Woche 1 Woche | 1                                          | The Weeknd                                 | After Hours                                | –                                                                                                 |
| 14.–17. Woche 4 Wochen | 4                                          | Nerieš                                     | OK                                         | –                                                                                                 |
| 18. Woche 1 Woche | 1                                          | Nik Tendo                                  | Restart                                    | –                                                                                                 |
| 19.–27. Woche 9 Wochen | 9                                          | Separ                                      | Og                                         | –                                                                                                 |
| 28. Woche 1 Woche | 1                                          | Majk Spirit & Grimaso                      | Artist                                     | –                                                                                                 |
| 29.–32. Woche 4 Wochen | 4                                          | Dame                                       | 100ry                                      | –                                                                                                 |
| 33.–36. Woche 4 Wochen | 4                                          | Gleb                                       | Leto v kufri                               | –                                                                                                 |
| 37. Woche 1 Woche | 1                                          | 6ix9ine                                    | Tattle Tales                               | –                                                                                                 |
| 38. Woche 1 Woche | 1                                          | Sergei Barracuda                           | Medusa II                                  | –                                                                                                 |
| 39. Woche 1 Woche | 1                                          | Nik Tendo                                  | Lunazar                                    | –                                                                                                 |
| 40. Woche 1 Woche | 1                                          | Nik Tendo                                  | Restart & Lunazar                          | –                                                                                                 |
| 41.–48. Woche 8 Wochen (insgesamt 23) | 23                                         | Ego                                        | Egotron                                    | –                                                                                                 |
| 49. Woche 1 Woche | 1                                          | Yzomandias                                 | Prozyum                                    | Der „Director’s Cut“ des Albums kehrte 2021 noch einmal für eine Woche an die Chartspitze zurück. |
| 50. Woche 1 Woche (insgesamt 23) | 23                                         | Ego                                        | Egotron                                    | –                                                                                                 |
| 51. Woche 1 Woche | 1                                          | Sima Martausová                            | Oslobodená                                 | –                                                                                                 |
| 52. Woche 2020 – 6. Woche 2021 8 Wochen (insgesamt 23) | 23                                         | Ego                                        | Egotron                                    | –                                                                                                 |